# Negaunee
Negaunee es una ciudad del condado de Marquette, en el estado de Míchigan, Estados Unidos. En el Censo de 2010 tenía una población de 4568 habitantes y una densidad poblacional de 122,05 personas por km².
La ciudad se encuentra en el extremo suroeste del township o «municipio» de Negaunee. El nombre de Negaunee proviene de la palabra chippewa que significa «pionero». En la vecina ciudad de Ishpeming, que significa «en la cumbre», suelen interpretar que ishpeming quiere decir "cielo", mientras que negaunee significaría "infierno".
La ciudad es la sede del Michigan iron Industry Museum (Museo de la Industria del Hierro de Míchigan). En Negaunee se celebra el festival anual de Pioneer Days, que tiene lugar la semana siguiente al 4 de julio, así como el Heikki Lunta Winterfest y el Negaunee Invitational Basketball Tournament.

## Historia
La ciudad se construyó a principios de los años 1800 después de que se descubriera mineral de hierro en la región. En 1845 se abrió la mina conocida como Jackson Mine que se dedicaba a extraer mineral de hierro y que debía ser enviado para ser procesado en plantas siderúrgicas. La primera forja en la zona del lago Superior se abrió también en Negaunee poco después. En 1858 la ciudad contó con los servicios de una oficina de correos, en 1865 fue reconocida como "población" y en 1868 se formó su primera unidad de policía.
En 1873 le fue reconocido el rango de «ciudad». La ciudad recibió un gran número de emigrantes que buscaban trabajo en la minería, sector que no paraba de crecer. Debido al gran número de minas subterráneas, a principio de los años 1900 casi la mitad de la población abandonó la ciudad debido al peligro de hundimiento. Desde entonces, la población de Negaunee ha ido disminuyendo progresivamente y en 1927 se cerró el tranvía de la ciudad. La Jackson Mine cesó sus trabajos dentro de los límites de la ciudad en los años 1940. Debido a la mala marcha de los negocios, un gran número de restaurantes, supermercados, bancos y escuelas fueron cerrados.
Después de la Guerra Hispano-Estadounidense, Negaunee erigió un monumento a los caídos en combate originarios de la región. La zona centro de la ciudad es una plétora de edificios abandonados mezclados con unos pocos negocios que se mantuvieron abiertos.

## Geografía
Negaunee se encuentra ubicada en las coordenadas 46°29′48″N 87°35′29″O / 46.49667, -87.59139. Según la Oficina del Censo de los Estados Unidos, Negaunee tiene una superficie total de 37,43 km², de la cual 35,11 km² corresponden a tierra firme y (6,19 %) 2,32 km² es agua.

## Demografía
Según el censo de 2010, había 4568 personas residiendo en Negaunee. La densidad de población era de 122,05 hab./km². De los 4568 habitantes, Negaunee estaba compuesto por el 96,56 % blancos, el 0,13 % eran afroamericanos, el 1,07 % eran amerindios, el 0,31 % eran asiáticos, el 0,2 % eran de otras razas y el 1,73 % eran de una mezcla de razas. Del total de la población el 1,09 % eran hispanos o latinos de cualquier raza.